# Бедрегаль, Иоланда
Иоланда (Йоланда) Бедрегаль де Коницер (исп. Yolanda Bedregal de Cónitzer, 21 сентября 1916 — 21 мая 1999) — боливийская поэтесса, эссеистка и писательница, известная как Иоланда Боливийская (исп. Yolanda de Bolivia).

## Биография
Иоланда Бедрегаль родилась 21 сентября 1913 года в Ла-Пасе в богатой и образованной семье Кармен Итурри Альборты и Хуана Франсиско Бедрегаля. Её отец занимал должности ректора и профессора Университета Ла-Паса (исп. Universidad Mayor de San Andrés), он так же был известным модернистским писателем в Боливии. Иоланда Бедрегаль закончила престижную школу Американский институт Ла-Паса (исп. Instituto Americano de La Paz). Она училась в Высшей школе изящных искусств Ла-Паса (исп. Escuela Superior de Bellas Artes de La Paz), и в 1936 году по стипендии поступила в Колумбийский университет в Нью-Йорке, где изучала эстетику. Иоланда стала первой боливийкой, получившей грант на обучение в Колумбийском университете.
После возвращения в Боливию Бедрегаль преподавала в различных учебных заведениях, в том числе в Музыкальной консерватории (Conservatorio de Música), Высшая школа изящных искусств (Escuela Superior de Bellas Artes), Высший университет Сан-Андреса (Universidad Mayor de San Andrés) и в Академии Бенавидес (Academia Benavides) в Сукре, она также работала в Национальном совете по культуре и в муниципалитете Ла-Паса на должности старшего сотрудника по культуре.
Иоланда была президентом и основательницей Национального союза поэтов (исп. Unión Nacional de Poetas), Комитета детской литературы и двунациональных институтов, действительным членом Боливийской академии языка, членом-корреспондентом Королевской академии испанского языка и Аргентинской академии литературы, командором Ордена боливийского образования, секретарём ПЕН-клуба, почётным членом Боливийского комитета за мир и демократию, представителем Боливии на нескольких международных конгрессах и была назначена послом Боливии в Испании.
Бедрегаль умерла 21 мая 1999 года в Ла-Пасе.

## Творчество
Иоланда Бедрегаль опубликовала более 16 книг и 50 статей, среди которых поэтические сборники, эссе и рассказы для детей. Некоторые стихи Иоланда написала в сотрудничестве с её мужем, Гертом Конитцером, переводившим её стихи на немецкий язык. Кроме художественной работы, Бедрегаль опубликовала научные труды, она составила Антологию боливийской поэзии для Университета Буэнос-Айреса и Энциклопедию боливийской поэзии, изданную Amigos del Libro. Бедрегаль изучала коренные народы Южной Америки, она опубликовала несколько статей и эссе о литературе, искусстве, педагогике, религии, мифах, фольклоре, ремёслах аймара и кечуа.
Литературную деятельность Бедрегаль начала в детстве, когда она начала сочинять небольшие стихи, ещё даже не обучившись письму. Позже Иоланда записывала стихотворения в тетради, одна из которых и была издана в 1936 году без её ведома, пока она училась в США. Хотя её отец был известным литератором, он не поддерживал стремление Иоланды к творчеству, поэтому она прятала свои работы. Сборник, позднее изданный под названием Naufragio, был подарком отцу.
Её первой опубликованной книгой стал сборником стихов Naufragio (1936 г.), где её ясный и точный язык исследовал состояние человека. Её работы выделяет лёгкость перехода от реальности к фантазиям.

## Награды и наследие
Иоланда Бедрегаль получила множество наград за её литературную и активистскую деятельность.
В 1971 году награждена Национальной книжной премии Боливии за роман «Bajo el oscuro sol», опубликованный в том же году.
В 1993 году Боливия выпустила почтовую марку в её честь.
В знак уважения к писательнице боливийское государство учредило в 2000 году ежегодную Национальную поэтическую премию Иоланда Бедрегаль.
В Ла-Пасе есть площадь, названная в её честь (исп. Plaza Yolanda Bedregal de Conitzer), на которой в 2013 г. был открыт памятник писательнице.